# Bálint Oláh
Bálint Oláh (Miskolc, 2 dicembre 1994) è un calciatore ungherese, centrocampista del Budafok.

## Carriera
Ha giocato con vari club nella prima divisione ungherese.